# Victory (album av Jedward)
Victory är den irländska duon Jedwards andra album. Albumet släpptes av musikbolaget Universal Music Ireland den 5 augusti 2011 i Irland och den 15 augusti 2011 i Storbritannien.
Duon började spela in låtarna till albumet våren 2011 och en 9 juni meddelade de på sin twitter att de var klara med inspelningen av albumet. Den 17 mars 2011 kom den första förhandsvisningen av en ny original låt, en 20 sekunders förhandsvisning av låten Bad Behaviour, som lades upp på tvillingarnas officiella youtube-kanal. Fem dagar senare laddades en till förhandsvisning upp av en låt som heter DISTortion.
Den 12 augusti nådde albumet första plats på den irländska topplistan.
Den 16 september släpptes den europeiska versionen av Victory och på det albumet finns det ytterligare två låtar, Go Getter och Get Up and Dance.

## Singlar från albumet
- Lipstick var tvillingarnas första egna låt och släpptes som singel i samband med Eurosong (irländska versionen av Melodifestivalen) den 12 februari 2011.

- Den 1 juli 2011 släpptes Bad Behaviour som singel, vilket också gör den till tvillingarnas andra egna låt. Singeln blev den 8 juli (en vecka efter den släpptes) nummer ett på den irländska topplistan.

- Den 15 september 2011 avslöjade tvillingarna på sin twitter att deras tredje singel från Victory kommer att bli Wow Oh Wow.[11] Singeln släpptes den 18 november 2011 i Irland och den 20 november i Storbritannien.[12]

## Spårlista
| Nr  | Titel              | Låtskrivare                                                                 | Längd |
| --- | ------------------ | --------------------------------------------------------------------------- | ----- |
| 1.  | Lipstick           | Daniel Priddy, Lars Halvor Jensen, Martin Michael Larsson                   | 3:52  |
| 2.  | Bad Behaviour      | Daniel Priddy, Reuben Priddy                                                | 2:54  |
| 3.  | Everyday Superstar | Johannes Jorgensen, Lindy Robbins, Lars Halvor Jensen, Drew Ryan Scott      | 3:01  |
| 4.  | My Miss America    | Allan Eshuijs, Lars Halvor Jensen, Simon Hermansen                          | 3:21  |
| 5.  | Your Biggest Fan   | Allan Eshuijs, Simon Hermansen, Lars Halvor Jensen                          | 3:53  |
| 6.  | Distortion         | Daniel Priddy                                                               | 2:37  |
| 7.  | POP Rocket         | Martin Michael Larsson, Alex James, Lars Halvor Jensen                      | 3:30  |
| 8.  | Saturday Night     | Daniel Priddy                                                               | 3:11  |
| 9.  | Techno Girl        | Daniel Priddy                                                               | 3:07  |
| 10. | Wow Oh Wow         | Oritsé Williams, Johannes Joergensen, Savan Kotecha, Daniel Klein           | 3:23  |
| 11. | Celebrity          | Daniel Priddy                                                               | 3:37  |
| 12. | Hold The World     | Lars Halvor Jensen, Drew Ryan Scott, Reed Vertelney, Martin Michael Larsson | 3:29  |

| 13. | Go Getter                           | Daniel Priddy, Lars Halvor Jensen, Martin Michael Larsson | 3:42 |
| 14. | Get Up and Dance                    | Allan Eshuijs, Simon Hermansen, Lars Halvor Jensen        | 3:28 |
| 15. | Bad Behaviour (Wideboys Radio Edit) | Daniel Priddy, Reuben Priddy                              | 3:34 |

### Fotnoter
1. ↑  Sandberg, Anneli (20 december 2011). ”Recension: Jedward – Young love”. Metro. Arkiverad från originalet den 18 april 2013. https://archive.is/20130418074557/http://www.metro.se/noje/recension-jedward-victory/EVHklt!qYoVuBcQtw2yo/. Läst 28 juni 2012.
2. ↑  Öberg, Christina (25 januari 2012). ”Recension: Jedward - Victory”. Corren. https://corren.se/5908636.
3. ↑  http://twitter.com/#!/planetjedward/status/88897434356424704
4. ↑  http://twitter.com/#!/planetjedward/status/78929026697265152\
5. ↑  http://www.youtube.com/watch?v=HrHQRnzwO1Q
6. ↑  http://www.youtube.com/watch?v=tw7eacPGoto
7. ↑  https://twitter.com/#!/planetjedward/status/102004423420674048
8. ↑  ”Arkiverade kopian”. Arkiverad från originalet den 5 mars 2016. https://web.archive.org/web/20160305005354/http://27.media.tumblr.com/tumblr_lptecjvR0q1qkfqwgo2_500.png. Läst 12 augusti 2011.
9. ↑  http://www.youtube.com/watch?v=0ZUOIKAbm3E
10. ↑  http://www.youtube.com/watch?v=aYpDLfJs3Ds
11. ↑  https://twitter.com/#!/planetjedward/status/114299181891452929
12. ↑  https://twitter.com/#!/planetjedward/status/120224616613548032